# Льюис Кэрролл и фотоискусство

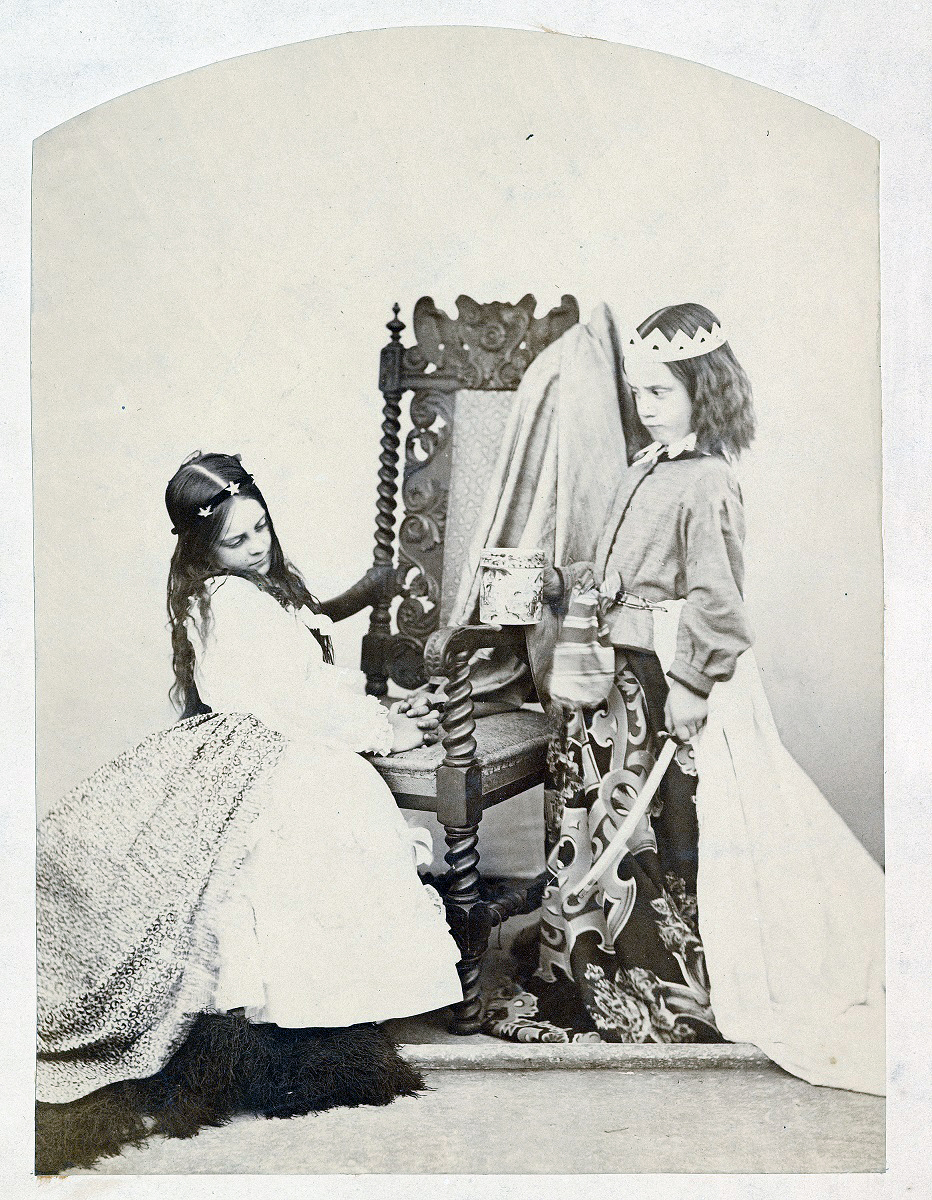
Льюис Кэрролл. Энни Роджерс и Мэри Джексон в сцене «Королева Элеонора и Прекрасная Розамунда». 3 июля 1863

Льюис Кэрролл и фотоискусство — тема исследований современных литературоведов, историков искусства и викторианской Англии, психологов и социологов различных стран. Долгое время Кэрролл был известен в основном как писатель, но в настоящее время справедливо рассматривается и как один из наиболее крупных фотографов своей эпохи. Фотографию Кэрролл долгое время считал своим важнейшим занятием; он относился к ней как к призванию, развлечению и «единственному жизненному удовольствию», посвящал ей много времени, как считают некоторые исследователи его творчества, больше, чем литературе или преподаванию математики. Зарисовки из жизни фотографов также стали сюжетами небольших рассказов и стихотворения Кэрролла.

## Знакомство Кэрролла с фотографией и его увлечение ею

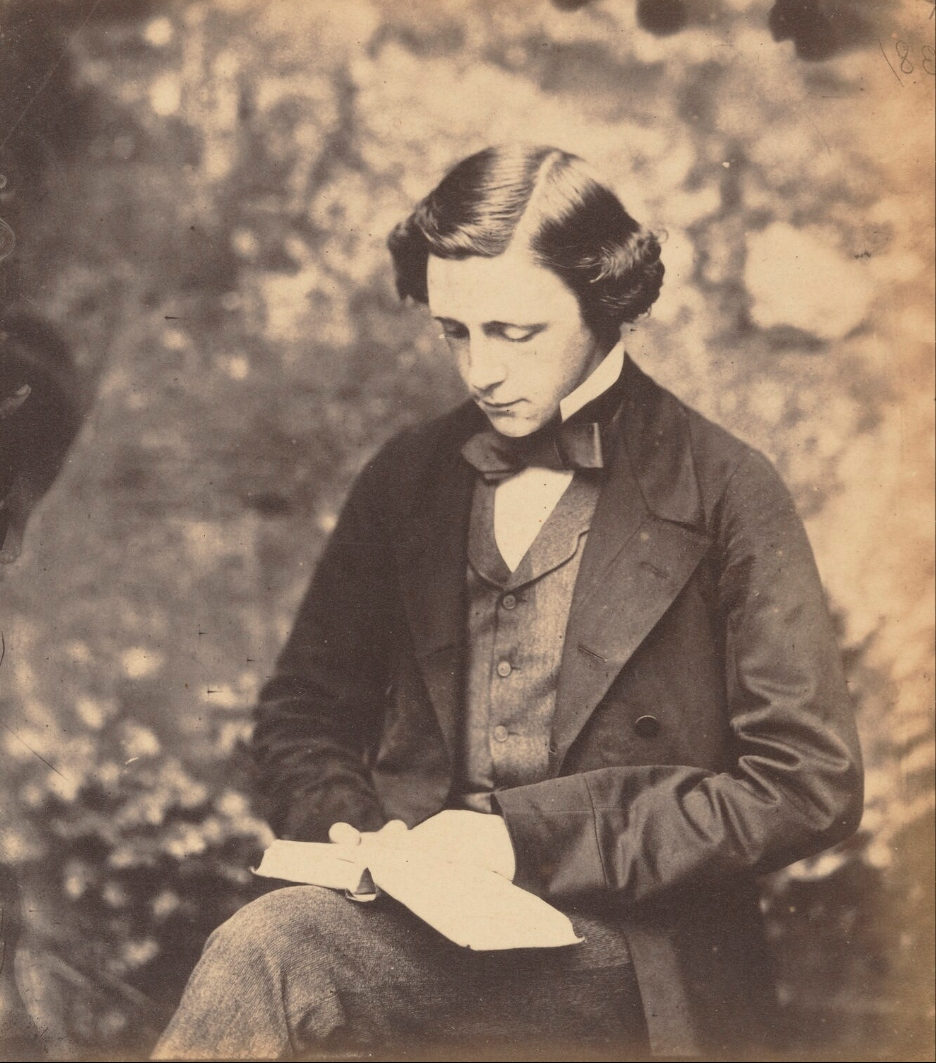
Реджиналд Саути. Льюис Кэрролл, 1856

Кэрролл с интересом относился к техническим новшествам своей эпохи: стал одним из первых пассажиров поезда, приветствовал первые фонографы (в своём дневнике он записал: «Жаль, нам не дано забежать на пятьдесят лет вперёд и узнать это удивительное изобретение в его совершенной форме. Сейчас оно ещё в пелёнках, это новоявленное чудо, как фотография, какой я её помню в 1850 году»), одним из первых литераторов стал печатать на пишущей машинке.
Кэрролл познакомился с фотографией (с наиболее перспективным в его время методом калотипии) в 1855 году, во время своих летних каникул, наблюдая за фотосъёмкой своего дяди Роберта Уилфрида Скеффингтона Лютвиджа. В январе 1856 года он записал: «Написал дяде Скеффингтону, прося достать мне фотографический аппарат, поскольку хочу найти для себя занятие, помимо чтения и сочинительства». 18 марта 1856 года Кэрролл приобрёл в Лондоне комплект оборудования (камеру, линзы, штатив и другие предметы) для мокроколлодионного процесса. Кэрролл выбрал магазин Т. Оттивелла на Шарлотт-стрит и заплатил 15 фунтов за покупку. Кэрролл приобретал фотоаппарат, взяв с собой своего друга Реджиналда Саути в качестве спутника. Саути уже имел фотоаппарат, считался опытным фотографом, поэтому выступил во время покупки в качестве консультанта. Под руководством Саути писатель сделал и первые свои фотографии, вскоре он настолько увлёкся новым занятием, что стал посвящать ему почти всё свободное время. Он писал: «Это моя единственная забава, и, я полагаю, она заслуживает серьёзного отношения». Первые фотографии он сделал в Крайст-Чёрч, в своей квартире или в квартире декана.
Саути оказывал сильное влияние на Кэрролла с 1855 по 1857 год. Кэрролл много раз снимал Саути, а Саути фотографировал Кэрролла, вместе они занимались съёмками общих знакомых, трудились над изготовлением позитивов. Кэрролл в дневниках записывал, что Саути, будучи хорошо знаком с химией, помогал ему работать над данным процессом. Иногда Саути рекомендовал Кэрроллу собственных фотомоделей. Так, он посоветовал писателю познакомиться с Генри Эклендом, у которого была «красивая семья» с шестью детьми, которых он может сфотографировать. Кэрролл также сотрудничал с Саути в работе над фотографиями дочерей семьи Лидделлов. Саути высказывал также «мнение о негативах» фотографий писателя. Кэрролл посещал дом Саути, чтобы увидеть его новые фотографии.
Записи Кэрролла данного времени свидетельствуют, что он рассматривал это занятие как возможный способ заработка. Тем не менее, для Кэрролла в течение следующих двадцати четырёх лет (с мая 1856-го по июль 1880-го) фотоискусство было только хобби, хотя он стал хорошо известным в кругах профессионалов фотографом-любителем. Кэрролл начал с фотографий отдельно стоящих построек, статуй, образцов из музейных анатомических коллекций, садов и натюрмортов. Только впоследствии он обратился к портрету, который впоследствии стал центральным жанром в его творчестве.
Работал по специальности Кэрролл утром, а готовился к занятиям вечером, дневные же часы отдавал фотографии: съёмки, проявка и печать снимков, поиски сюжетов и натурщиков.

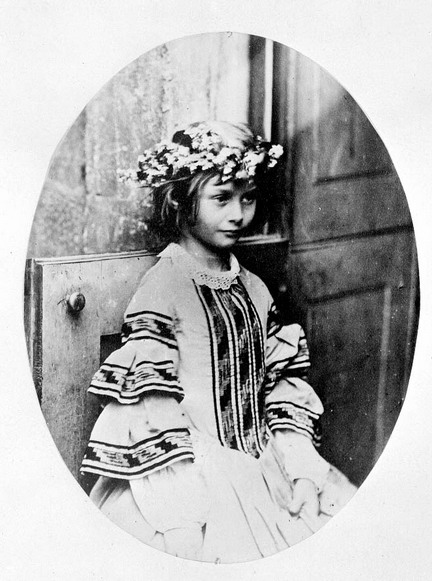
Льюис Кэрролл. Королева мая, май или июнь 1860

Первоначально Кэрролл работал над фотографиями в собственных жилых комнатах, а позже оборудовал застеклённую студию в здании деканата. В 1872 году в Оксфорде у Кэрролла уже была своя фотостудия в мансардном помещении, спроектированная так, чтобы он мог фотографировать даже в дождливую и пасмурную погоду. Множество игрушек и костюмов были взяты им напрокат из театра Друри Лейн (хотя некоторые костюмы писатель создавал сам, а некоторые заимствовал на время из музея Эшмола в Оксфорде). В массивном шкафу была спрятана коллекция заводных игрушек: медведи, кролики, лягушки, заводные мыши, кривое зеркало, около двадцати музыкальных шкатулок и шарманок, которые исполняли странную, по мнению окружающих, музыку. Летучую мышь сделал сам Кэрролл, она могла хлопать крыльями и даже летать. Использовал он и съёмную студию, но только в случае крайней необходимости. Кэрролл снимал обычно в Оксфорде, изредка выезжая за его пределы (например, в Озёрный край для фотосъёмки семьи поэта Альфреда Теннисона). Модель писателя Этель Хэтч рассказывала, что Кэрролл носил с собой чемоданчик, полный игрушек, который открывал в нужный момент, а иногда использовал в качестве приманки и «Алису в стране чудес». Элла, другая его модель, дочь одного из оксфордских профессоров, вспоминала, что Кэрролл пытался сфотографировать её в постели, напуганной привидением «с помощью электрической машины моего отца, однако в этом не преуспел…». Часть фотографий была сделана им на лоне природы, наиболее часто это происходило в саду деканата.
Кэрролл никогда не состоял в профессиональных фотографических клубах или обществах. Единственная профессиональная выставка (V ежегодная выставка Лондонского фотографического общества), на которой было выставлено четыре его портрета (известно название только одного снимка, представленного там, — «Красная Шапочка»), прошла в 1858 году. Главной формой экспонирования своих фотографий он сделал личный альбом, который демонстрировал гостям. Таких альбомов до нашего времени сохранилось несколько. За двадцать четыре года он создал около 3000 изображений, из которых до нас дошло менее тысячи.
В 1880 году Кэрролл прекращает занятия фотографией. Причины данного решения неизвестны. По одной гипотезе, он отрицательно относился к сухим пластинам, пришедшим на смену мокрому коллодиеву процессу. По другой — он решил с этого времени сконцентрироваться на литературе. Через год отказался и от преподавания. Джон Падни в своей книге «Льюис Кэрролл и его мир» предполагает, что мотивами стали цепочка досадных случайностей и психологический надлом самого писателя. Не разобравшись в возрасте дочери сослуживца, Сидни Джеймса Оуэна (ей было семнадцать лет), Кэрролл на прощание поцеловал девушку, что произвело неприятное впечатление на её мать. Начались сплетни. Возможно, Кэрролл сам усомнился в естественности своего порыва и решил бросить фотографию. Одновременно он порвал со многими оксфордскими друзьями и сослуживцами.
Сделанные Кэрроллом детские портреты, по его завещанию, были переданы семьям моделей. Эти фотографии Кэрролла оказались разрозненными и забытыми, значительная их часть даже не была подписана именем автора.

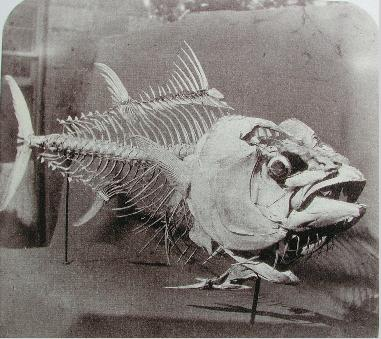
Льюис Кэрролл. Скелет рыбы с острова Мадейры, 1857
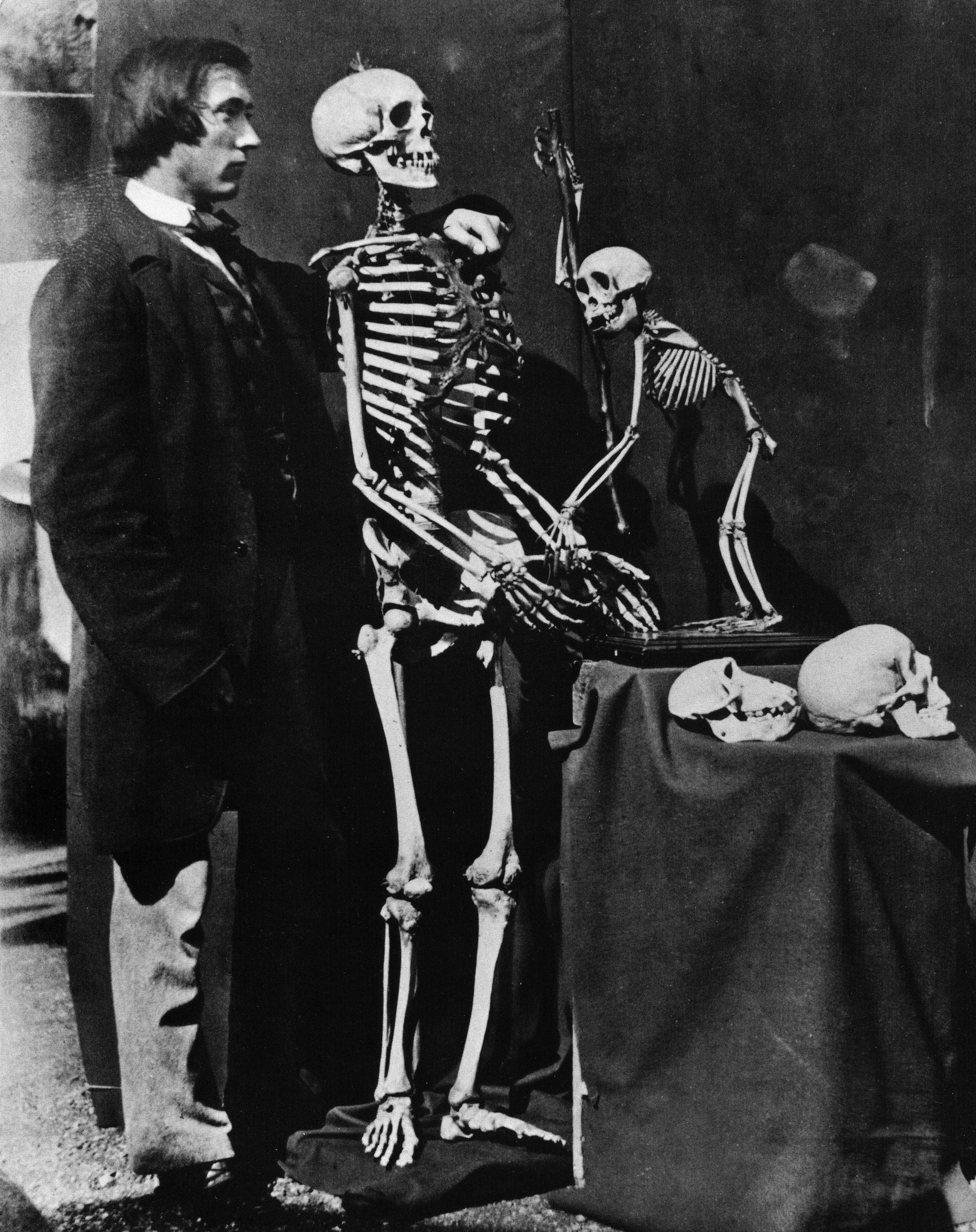
Льюис Кэрролл. Реджиналд Саути и скелеты, 1858
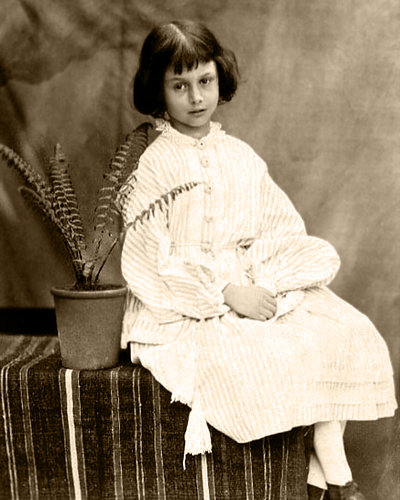
Льюис Кэрролл. Алиса Лидделл, 1858
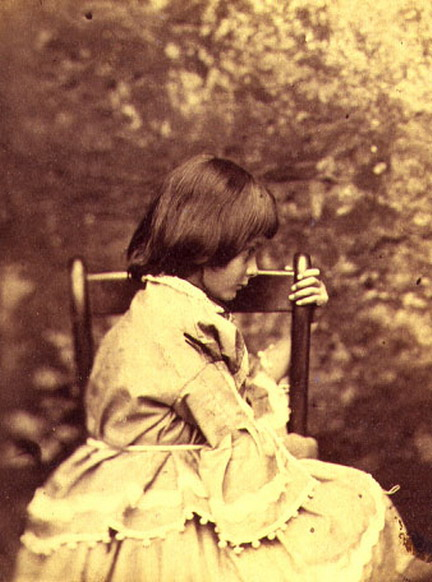
Льюис Кэрролл. Алиса Лидделл в профиль, лето 1858
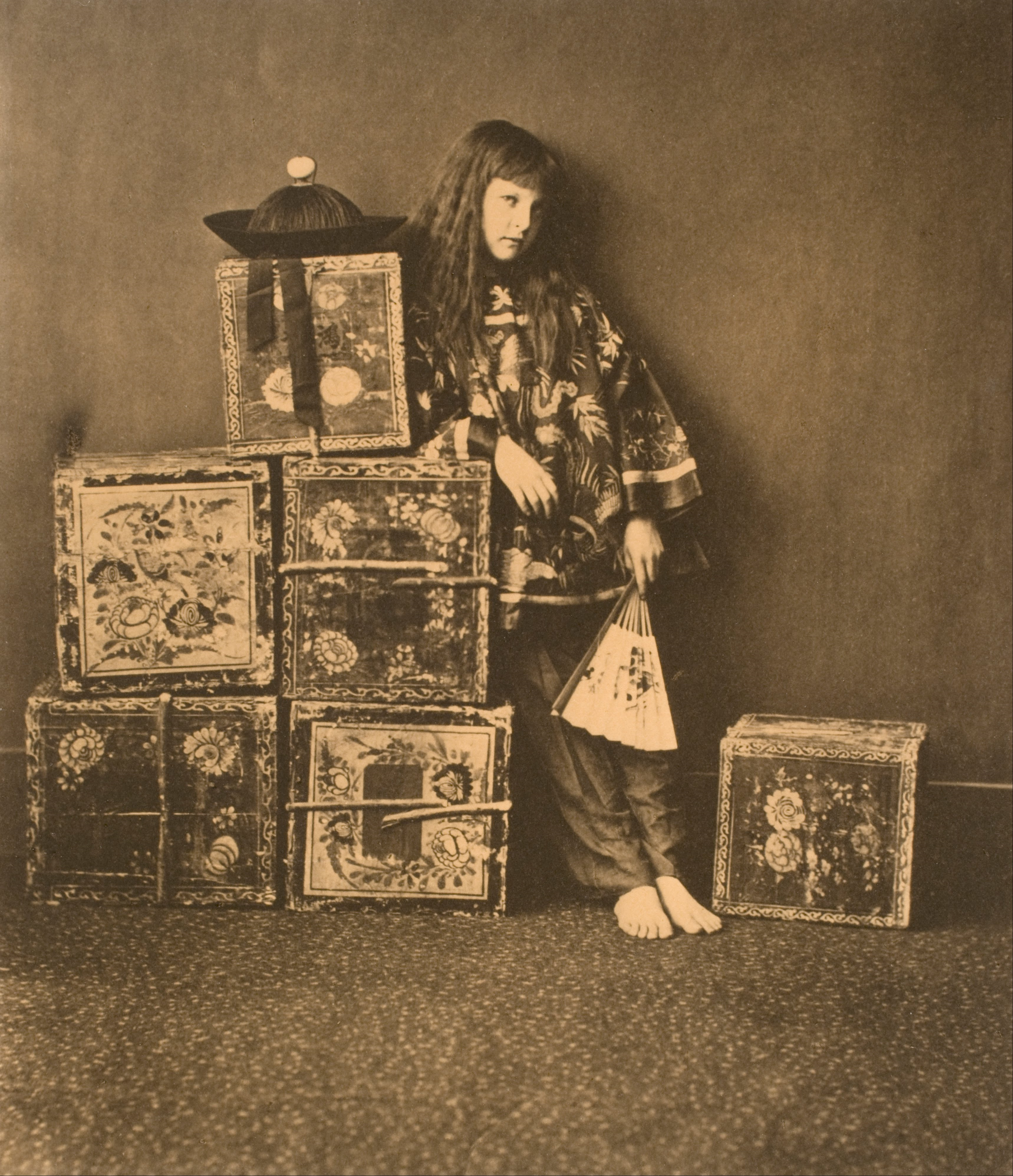
Льюис Кэрролл. Экси Китчин в образе китаянки, 1873

## Художественные особенности фотографий Кэрролла
В настоящее время, по утверждению биографа писателя Джона Падни, Льюис Кэрролл признан лучшим фотографом XIX века, снимавшим детей. В письме от 1877 года сам Кэрролл пишет своему корреспонденту, что считает себя «фотографом-любителем, чьей специализацией являются дети». Он хорошо понимал особенности детской психологии и считал необходимым подготовить ребёнка к фотографированию. Себя он часто называет не фотографом, а художником. В этом же письме он предлагает корреспонденту привести к нему в студию детей, но не с целью «фотографироваться сразу же (я никогда не преуспеваю с незнакомцами), но чтобы познакомиться с местом и художником и посмотреть, насколько им понравится идея прийти в другой раз, чтобы быть сфотографированными».
Кэрролл писал: «Я обожаю детей, но за исключением мальчиков. На мой вкус они отнюдь не привлекательный род существ… Мне всегда казалось, что они нуждаются в одежде, в то время как… прелестные формы девочек весьма редко стоит скрывать». При съёмках писатель придерживался строгих правил:

«Если бы я нашёл для своих фотографий прелестнейшую девочку в мире и обнаружил, что её смущает мысль позировать обнажённой, я бы почёл своим священным пред Господом долгом, как бы мимолётна ни была её робость и как бы ни легко было её преодолеть, тут же раз и навсегда отказаться от этой затеи».
Долгое время считалось, что изображения обнажённой детской натуры, созданные Кэрроллом, были утеряны, однако шесть из них в настоящее время обнаружены и опубликованы. Наиболее известной среди них является атрибутируемая писателю фотография старшей сестры Алисы Лидделл — Лорины. Другие подобные фотографии были сделаны во второй половине 70-х годов и запечатлели сестёр Хатч: Беатрис, Эвелин и Этель. Кэрролл принял все необходимые меры предосторожности, чтобы эти фотографии не попали в посторонние руки — уничтожил копии отпечатков и негативы. Снимки каждый раз были сделаны с ведома и согласия родителей. Фотографии сестёр Хатч раскрашены от руки.
Левашов пишет:

«Энтузиазм Кэрролла по отношению к маленьким девочкам в совокупности с явным, как считается, отсутствием интереса к романтическим отношениям со взрослыми женщинами, психоаналитическое прочтение его творчества и в особенности фотографии обнажённых и полуобнажённых девочек приводят к спекуляциям о педофилии фотографа, правда, физически не реализованной, а сублимированной в форме литературы и фотографии. Эти предположения возникают через много лет после его смерти на фоне уничтожения семьёй Кэрролла (с целью сохранить репутацию усопшего) свидетельств его дружбы со взрослыми дамами, отчего и может создаться впечатление, что он интересовался исключительно маленькими девочками»— Левашов В. Льюис Кэрролл и пикториализм

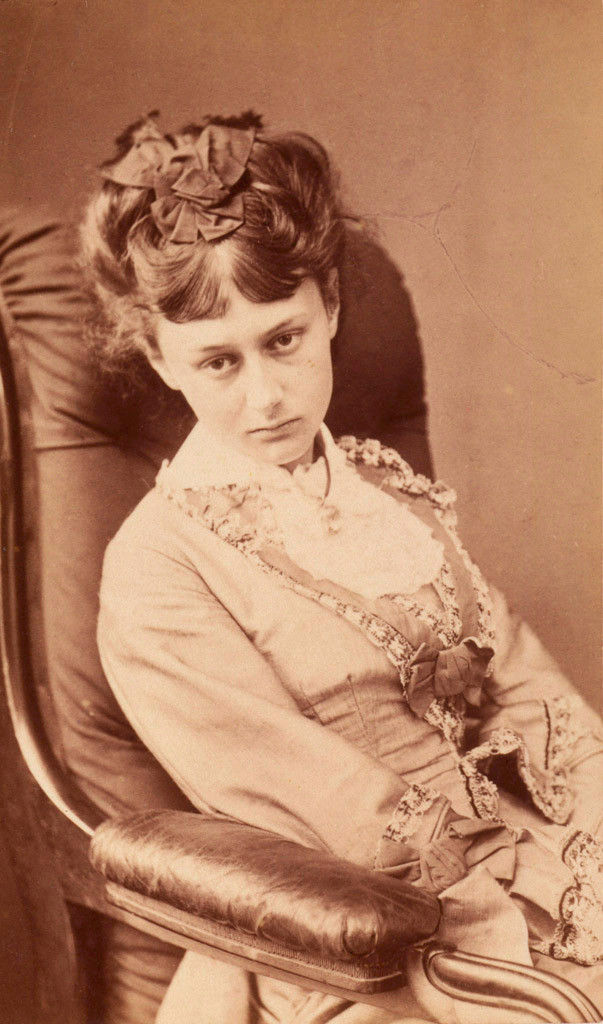
Льюис Кэрролл. Алиса Лидделл, 1870

Нет никаких прямых свидетельств о его действиях, которые можно было бы рассматривать в качестве педофильских. Сам Кэрролл настаивал на чисто эстетическом интересе к проблеме. Эта версия находит отражение в исследовании Кэролайн Лич «В тени чудо-ребёнка» (англ. «In the Shadow of the Dreamchild», 1999). Лич утверждает, что Кэрролл ухаживал за взрослыми женщинами, а многие из его «подруг-детей» были на самом деле далеко не в подростковом возрасте. Некоторые историки, специализирующиеся на Викторианской эпохе, указывают, что восприятие Кэрроллом детей находилось в рамках традиций, законов и морали того времени, а также связаны с конкретными обстоятельствами биографии писателя. При этом сам Кэрролл был в значительной степени разочарован своим опытом общения с детьми. Он писал: «Я думаю, девять из десяти случаев моей дружбы с детьми потерпели крушение… и child-friends, когда-то такие нежные, становились неинтересными знакомыми, с которыми у меня не было более желания встречаться». Другие исследователи причиной его интереса к детям видят склонность фотографа к созданию сказочной атмосферы, игре и импровизации, которые характерны для детей, но чужды миру взрослых. Дети-модели позволяли преодолеть церемониальность фотосъёмки этого времени: длительность экспозиции, неподвижность перед камерой, глубокое молчание. Сам процесс изготовления фотографии они воспринимали как священнодействие. Алиса Лидделл спустя десятилетия писала сыну: «Гораздо интереснее, чем фотографироваться, было получить допуск в тёмную комнату и смотреть, как он проявляет большие стеклянные пластины». Американский исследователь творчества Кэрролла Мортон Н. Коэн опубликовал небольшую монографию, посвящённую фотографиям писателя в стиле ню.
Исследователи обращают внимание на умение фотографа заставлять позировавших ему детей оставаться в неподвижности перед камерой (минимальное время экспозиции составляло 40 секунд). Из-за долгой экспозиции у персонажей Кэрролла редко заметна улыбка, однако Левашов считает, что целью писателя было не «проникнуть в сердца своих моделей», а «создать гармоничное изображение». Сам он писал, что его больше всего в фотографии привлекают позы моделей (особенно их руки) и композиция снимка. Эвелин Хэтч вспоминала: «почти молитвенный ритуал выбора позы, чему уделялось огромное внимание…».
Кэрролл активно поддерживал отношения с фотографами-любителями и был принят в кругу уже зарекомендовавших себя профессионалов, Левашов предполагает, что он использовал фотографию как способ вхождения в более высокий общественный слой, чем тот, к которому он принадлежал сам. Благодаря фотографиям Кэрролл сблизился с прерафаэлитами. В 1857 году он знакомится с теоретиком этого направления Джоном Рёскином, активно интересовавшимся фотографией, а затем с художниками-прерафаэлитами Данте Габриэлем Россетти, Уильямом Холманом Хантом, Джоном Эвереттом Милле, Артуром Хьюзом. Наряду с работами Генри Пича Робинсона и Оскара Гюстава Рейландера фотографии Кэрролла относят к пикториализму, для которого характерен постановочный характер съёмок и монтаж негативов. С Рейландером Кэрролл был знаком лично, взял у него несколько уроков, приобрёл у него коллекцию постановочных детских фотографий. Фотография писателя, сделанная Рейландером, считается классическим фотопортретом середины 60-х годов XIX века. Писатель обладал также коллекцией из 37 фотографий Клементины Гаварден (все размером около 198 на 144 миллиметров), второй по количеству снимков после коллекции её семьи.
Писатель был близко знаком со многими крупными фотографами своего времени и своеобразно оценивал их творчество. Кэрролл не любил фотографии Джулии Маргарет Камерон из-за отсутствия на них фокуса (смазанность изображения у неё ассоциировалась с тонким душевным движением). Камерон предпочитала предельно крупный план, а Кэрролл — изображение в полный рост, поскольку именно фигура представлялась ему наиболее выразительной. Сохранились редкие свидетельства, что Кэрролл в своей работе над фотографиями пользовался консультациями профессиональных художников, которые иногда даже делали для его снимков наброски: художник Генри Холидей «показал рисунки, которые делает для меня (наброски композиций с двумя обнажёнными детьми — для моих фотографий с натуры), они оказались превосходными».

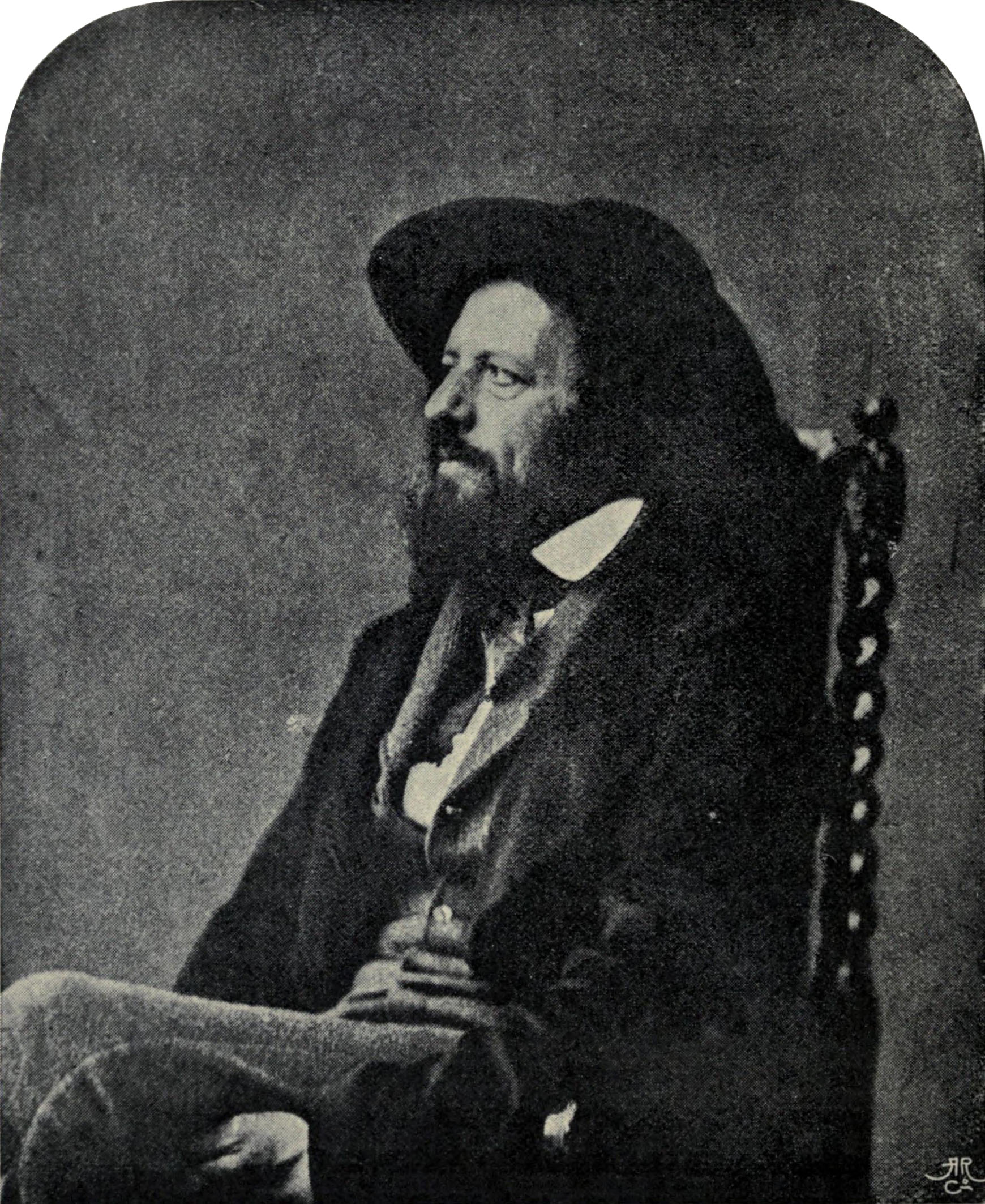
Льюис Кэрролл. Альфред Теннисон, 1857
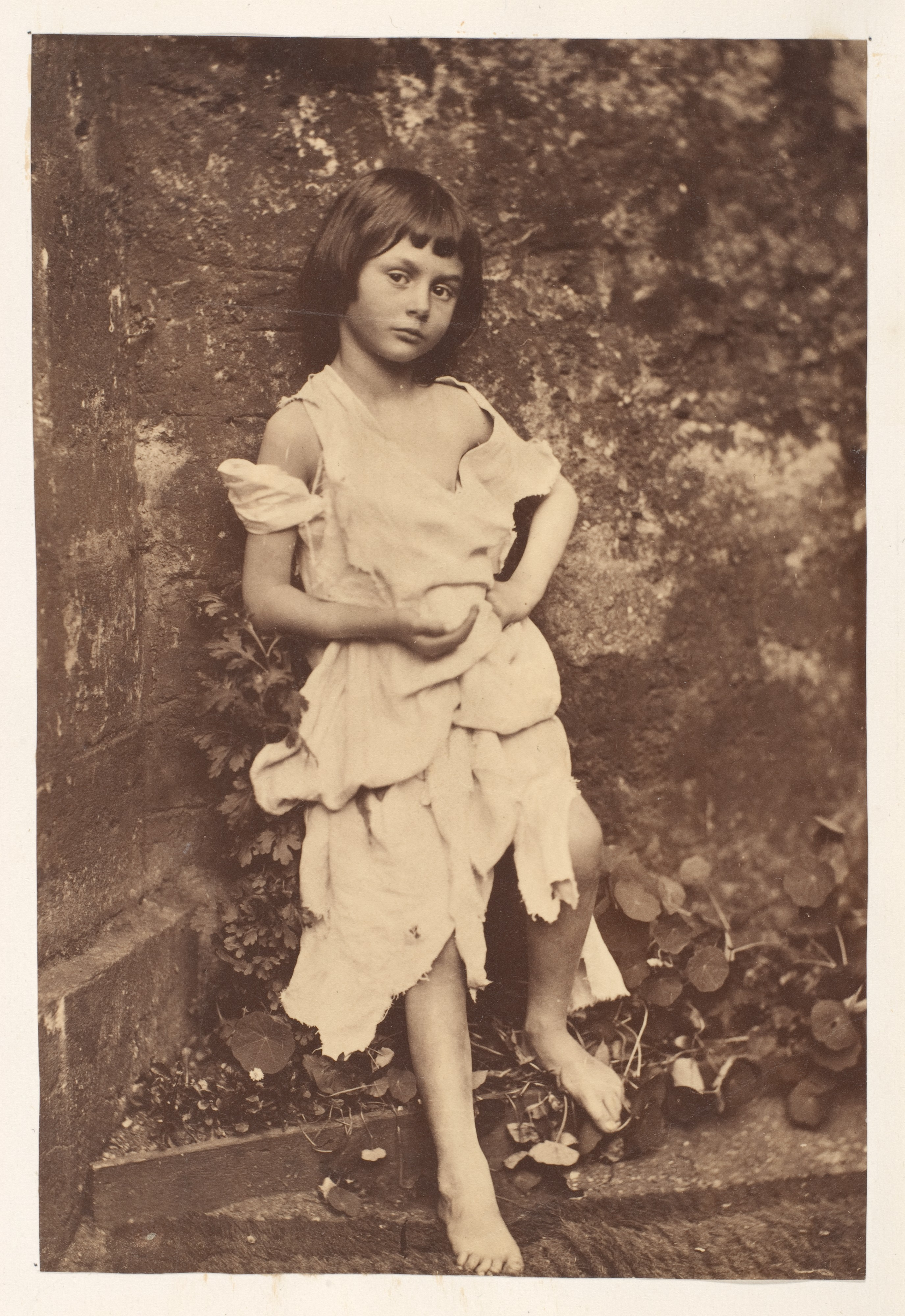
Льюис Кэрролл. Алиса Лидделл в образе нищенки, 1858
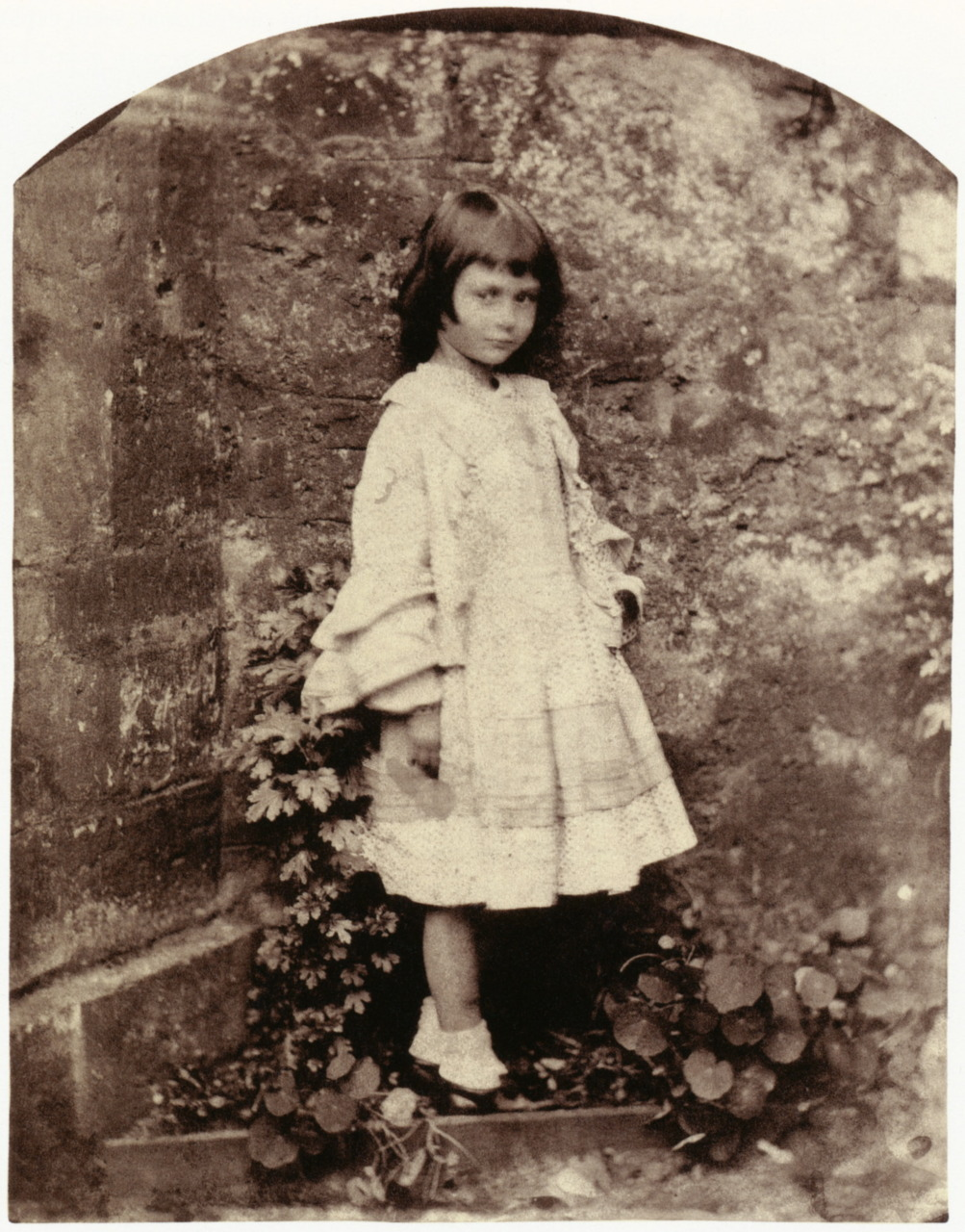
Льюис Кэрролл. Одетая в её лучшую одежду, 1858. Парная фотография к «Алисе Лидделл в образе нищенки»
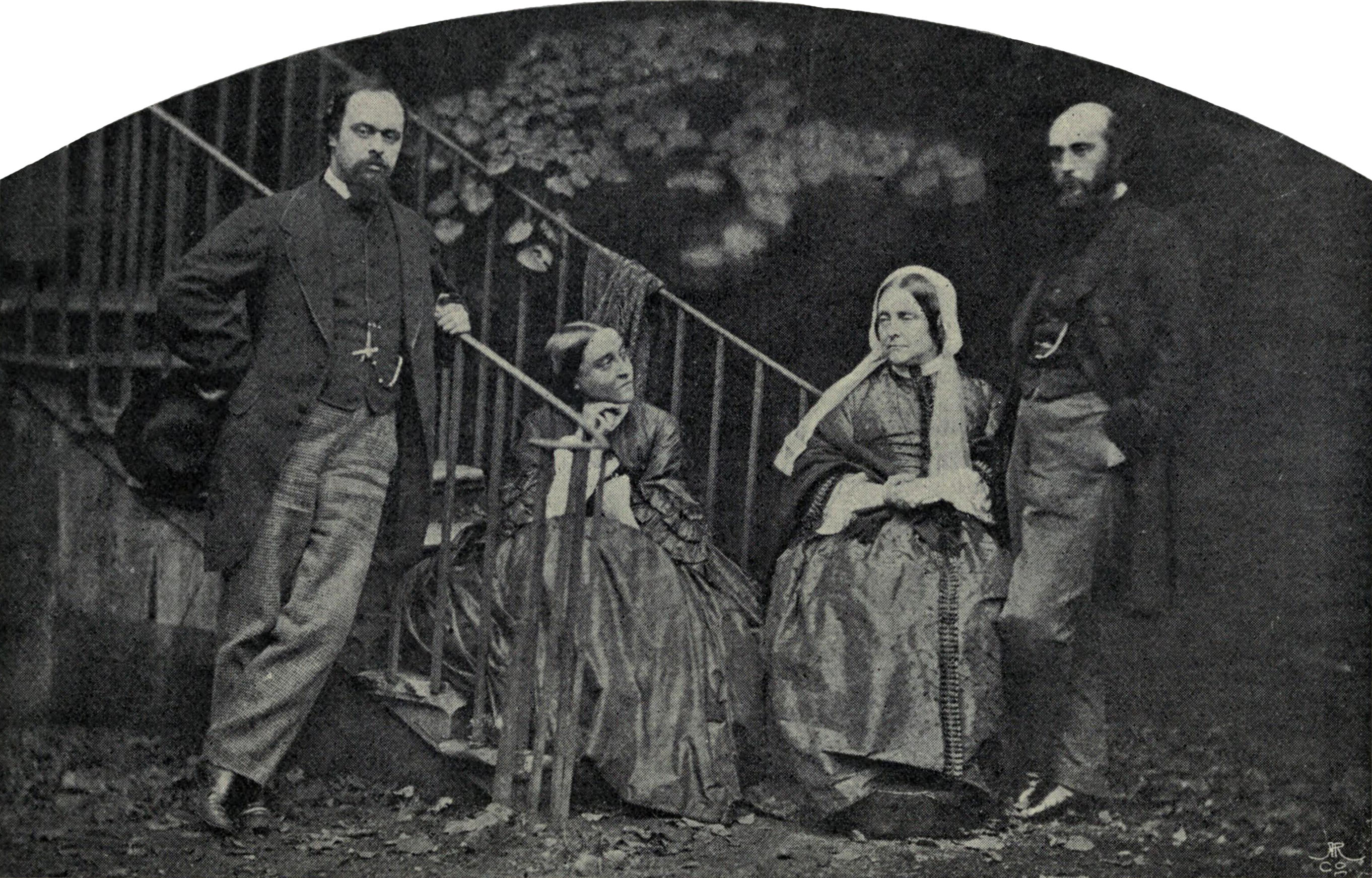
Льюис Кэрролл. Семейство Данте Габриэля Россетти, 1863
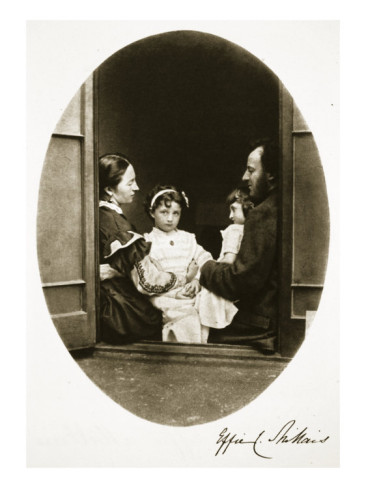
Льюис Кэрролл. Семья Джона Эверета Милле, 21 июля 1865
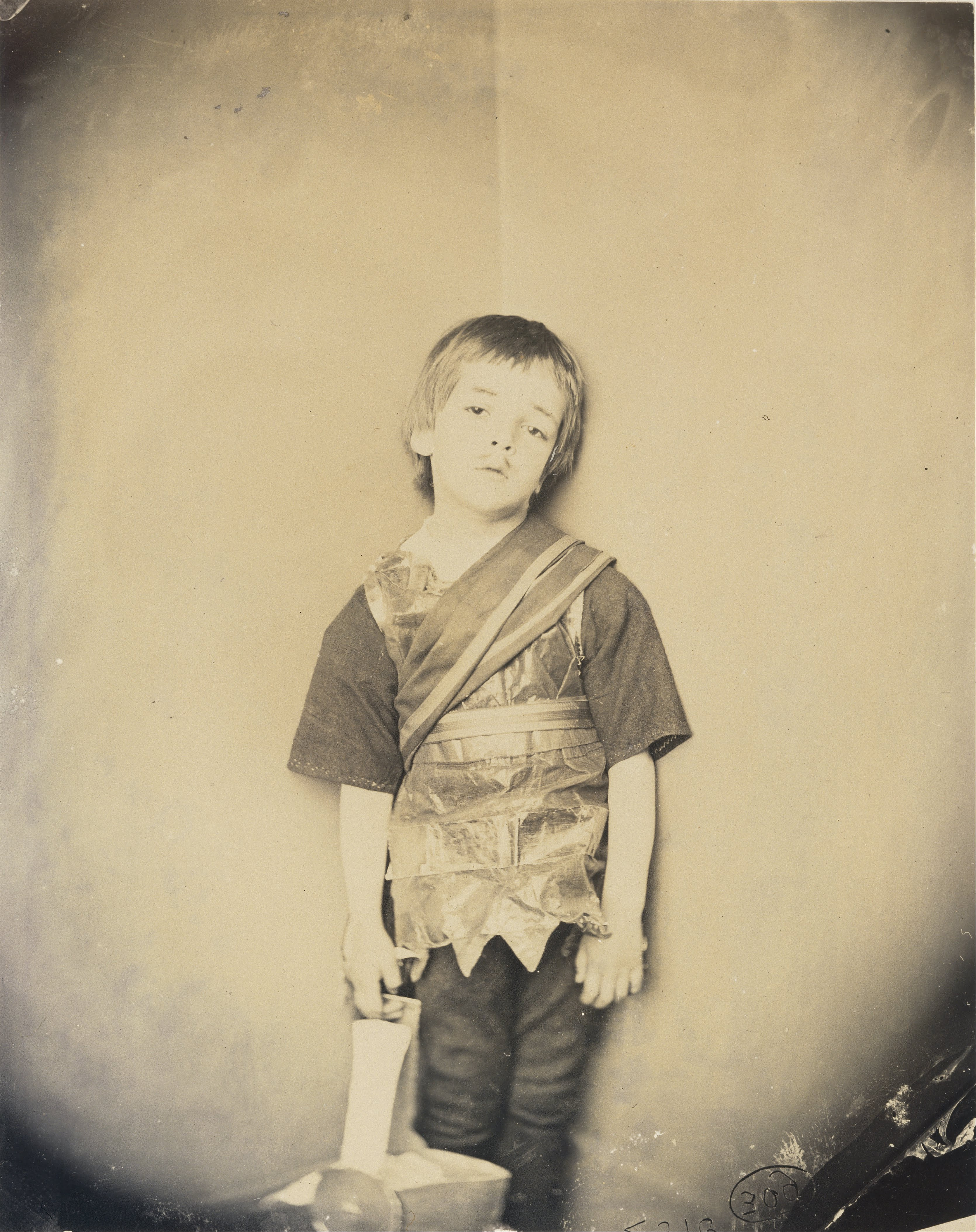
Льюис Кэрролл. Ахилл в своей палатке (Брук Тейлор Китчин), 26 июня 1875

## Фотомодели Кэрролла
Современники утверждали, что Льюис Кэрролл в качестве фотографа был невыносим, он не отдавал себе отчёта в том, какой хаос он устраивал в чужом доме. Он не останавливался ни перед чем, преследуя две цели: заполучить в натурщики либо знаменитость, либо красивых детей. Он пытался добиться позволения сфотографировать королеву Викторию и наследника престола — будущего короля Эдуарда VII, но безуспешно. Долгое время Кэрролл преследовал Теннисона и его семью, добиваясь права сфотографировать их, результатом стало то, что Теннисон видел в молодом преподавателе прежде всего фотографа и отказывался признавать его литературные таланты. Крупным событием для Кэрролла стала переданная ему похвала самой королевы:

«Получил письмо от миссис Рид, в которое вложена записка от леди А. Стенли (жены настоятеля Вестминстерского аббатства) к леди А. М. Доусон, где та рассказывает, что показывала мои фотографии королеве и ей было поручено передать, что „Её величество ими восхищается. Такие снимки во вкусе принца-консорта и доставили бы ему огромное удовольствие“»— Джон Падни. Льюис Кэрролл и его мир
Самым крупным среди государственных деятелей трофеем Кэрролла стало фото Роберта Гаскойн-Сесила маркиза Солсбери, в будущем — премьер-министра Великобритании, а в то время — канцлера Оксфордского университета.
Круг общения Кэрролла ограничивался его собственной семьёй, членами оксфордской академической среды и их детьми. Именно этих людей он сделал моделями своих фотопортретов. Более половины сохранившихся кэрролловских фотографий изображают девочек (хотя, как считают специалисты, реальная пропорция с учётом утерянных фотографий могла быть совершенно другой). В мартовской записи 1863 года в своём дневнике он перечисляет в алфавитном порядке сто три девочки, которых хотел бы сфотографировать. Снимал он их как в одежде (исторических, этнических и сказочных нарядах, обычно это постановочные фотографии), так и без неё.
Своих маленьких подруг, которых он использовал как фотомоделей, Кэрролл называл «ребёнок-друг» (англ. «child-friend»). Некоторые исследователи считают, что этот термин указывал не на возраст, а на тип отношений, что в викторианской Англии это выражение было достаточно распространённым и отражало характер взаимоотношений между людьми различного социального статуса. Существуют и другие трактовки данного термина.
Среди наиболее известных и частых фотомоделей Кэрролла были:
- Александра Рода Китчин (по прозвищу «Экси», англ. Alexandra «Xie» Rhoda Kitchin, 1864—1925) — муза и фотомодель писателя с 1868 года. Кэрролл фотографировал её чаще, чем любую другую из своих моделей. Александра Китчин была дочерью преподобного Джорджа Уильяма Китчина[англ.] (1827—1912), который был коллегой Кэрролла в Соборе Христа[англ.] в Оксфорде, впоследствии — деканом собора в Уинчестере, а позже — в Дареме[34][35]. Её крёстная мать — Александра Датская, будущая королева-консорт Великобритании и Ирландии, которая была подругой детства её матери[36]. В 1890 году Александра вышла замуж за Артура Кардью, государственного служащего и музыканта-любителя. У них было шесть детей. В отличие от Алисы Лидделл, Изы Боумен и других подруг Кэрролла, «Xie» никогда не публиковала воспоминаний о нём[37].
- Алиса Лидделл была дочкой Генри Лидделла — филолога-классика, декана одного из колледжей в Оксфорде, соавтора греческого словаря «Лидделл-Скотт»[англ.], и его жены — Лорины Ханны Лидделл (урождённой Рив). Она запечатлена на 20 фотографиях писателя. Ей посвящена рукопись «Алисы в Стране чудес» (и её первоначальный вариант — «Приключения Алисы под землёй»), предполагают, что Кэрролл был влюблён в неё и даже сделал ей предложение[38].
- Агнес Грейс Уэлд (англ. Agnes Grace Weld, 1849—1915) — племянница поэта Альфреда Теннисона, была дочерью Чарльза Ричарда Уэлда[англ.] (1813—1869), писателя, который шестнадцать лет прослужил помощником секретаря и библиотекаря в Лондонском королевском обществе, и Энн Уэлд (в девичестве Селвуд). В детстве неоднократно позировала для фотографий Льюиса Кэрролла, Джулии Маргарет Камерон[39] и Оскара Густава Рейландера. Её тётя (сестра матери) стала супругой Альфреда Теннисона, с этой семьёй девочка и её родители поддерживали тесные отношения. Агнес Уэлд никогда не выходила замуж, посвятив свою жизнь благотворительности и потратив на неё почти всё доставшееся ей наследство. Она была известным в своё время публицистом, опубликовав при жизни четыре книги, посвящённые религии или содержащие воспоминания об Альфреде Теннисоне[40].
- Энни Роджерс[англ.] (1856—1937) неоднократно позировала для фотографий Льюиса Кэрролла, получила известность впоследствии как активная сторонница женского образования. Выросла в Оксфорде в академической семье, была дочерью профессора-экономиста Торольда Роджерса, в 1873 году успешно сдала экзамены в Баллиол-колледж и Вустер, но зачислен был мальчик, который показал более низкий результат, а Энни Роджерс получила четыре тома Гомера в качестве подарка от Баллиол-колледжа. В связи с этой историей, получившей широкую огласку, были созданы отдельные курсы для женщин, Роджерс закончила их с лучшим результатом и с отличием в латинском и древнегреческом языках (1877 год). Позже она стала секретарём Ассоциации по образованию женщин и одной из создателей Society of Oxford Home-Students в колледже Святой Анны[англ.][41].
- Конни Гилкрист (1865—1946) — британская натурщица, позировавшая в детстве и юности художникам Фредерику Лейтону, Джеймсу Макнилу Уистлеру, Джорджу Фрэнсису Майлзу[англ.], Фрэнку Монтегю Холлу, Уильяму Пауэллу Фрату, фотомодель, актриса драматического и музыкального театра, исполнительница пантомимы, танцовщица бурлеска, впоследствии — супруга английского аристократа Эдмонда Уолтера Фитц-Мориса, 7-й графа Оркни с 1892 года.

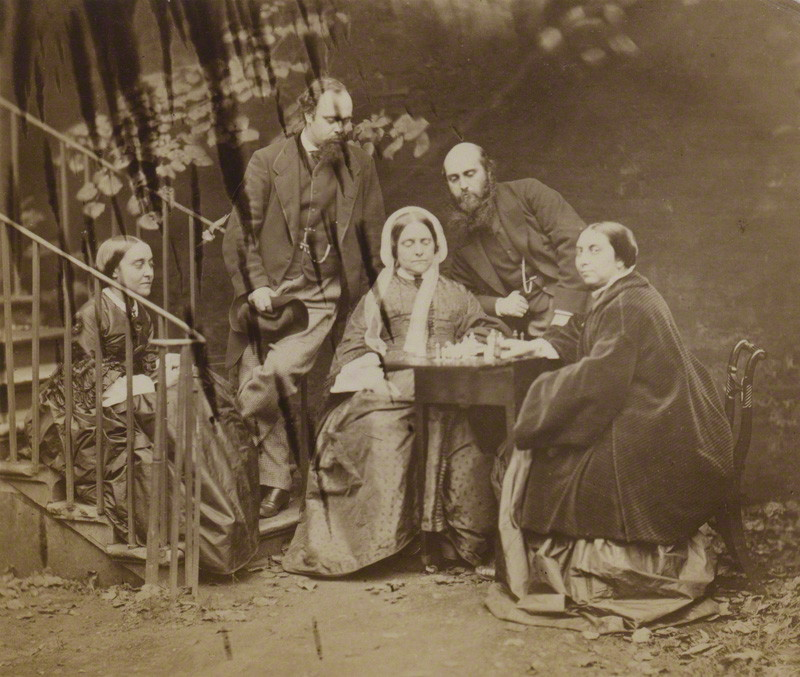
Льюис Кэрролл. Семейство Россетти за шахматами, 1863
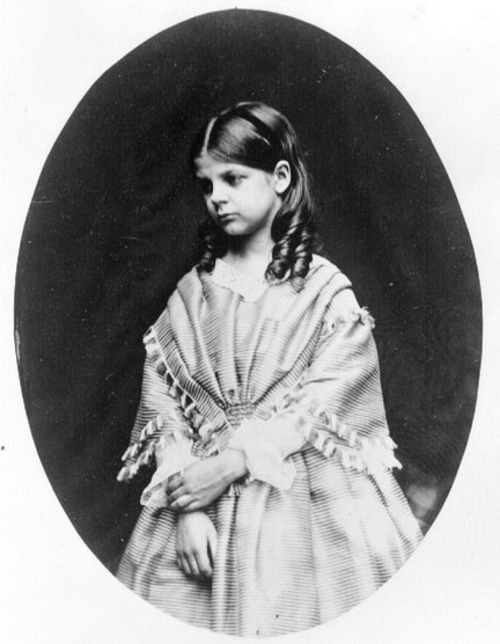
Льюис Кэрролл. Агнес Грейс Уэлд (Z-PH-LCA-II.72)
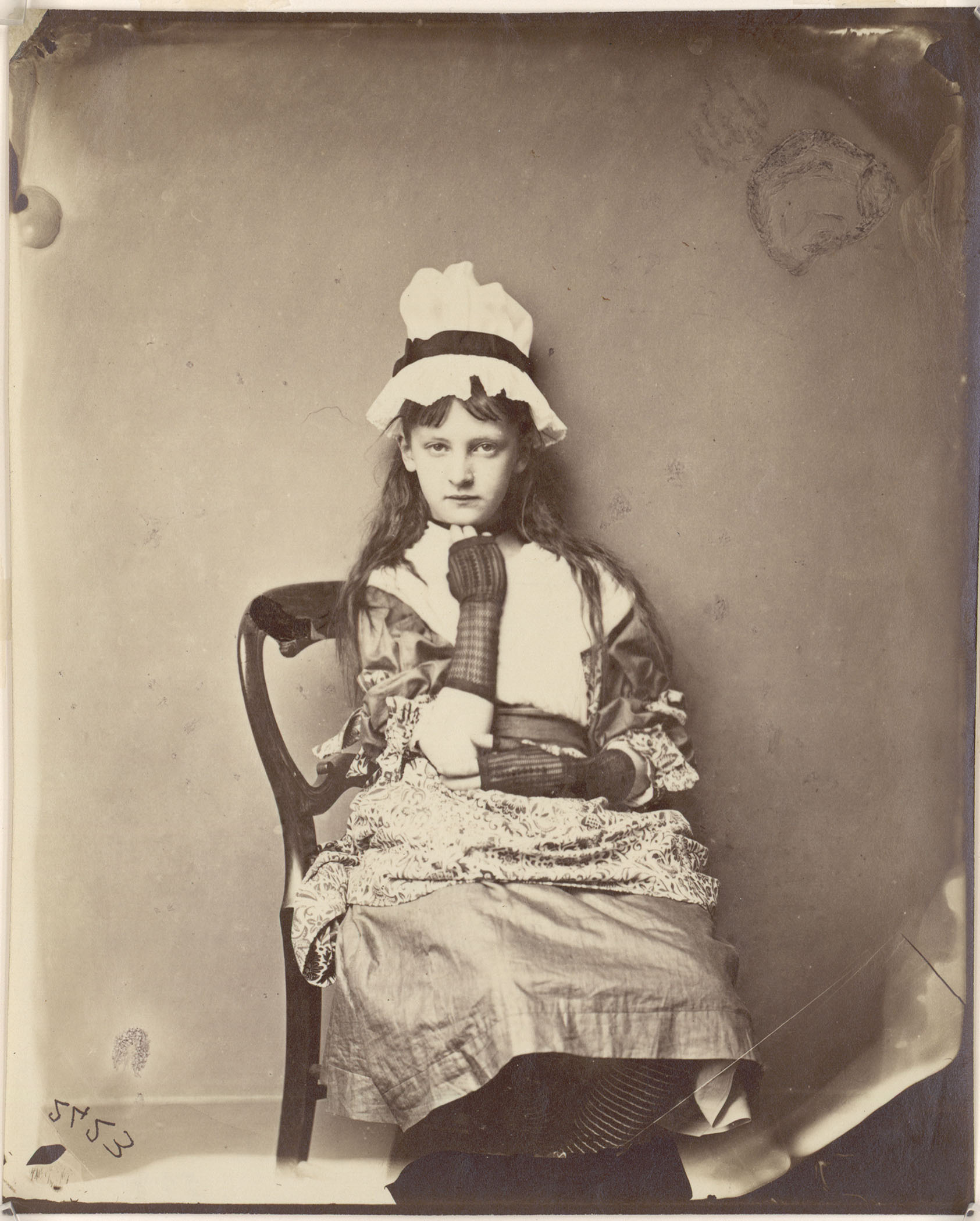
Льюис Кэрролл. Экси Китчин в платье Пенелопы Бутби, 1875—1876
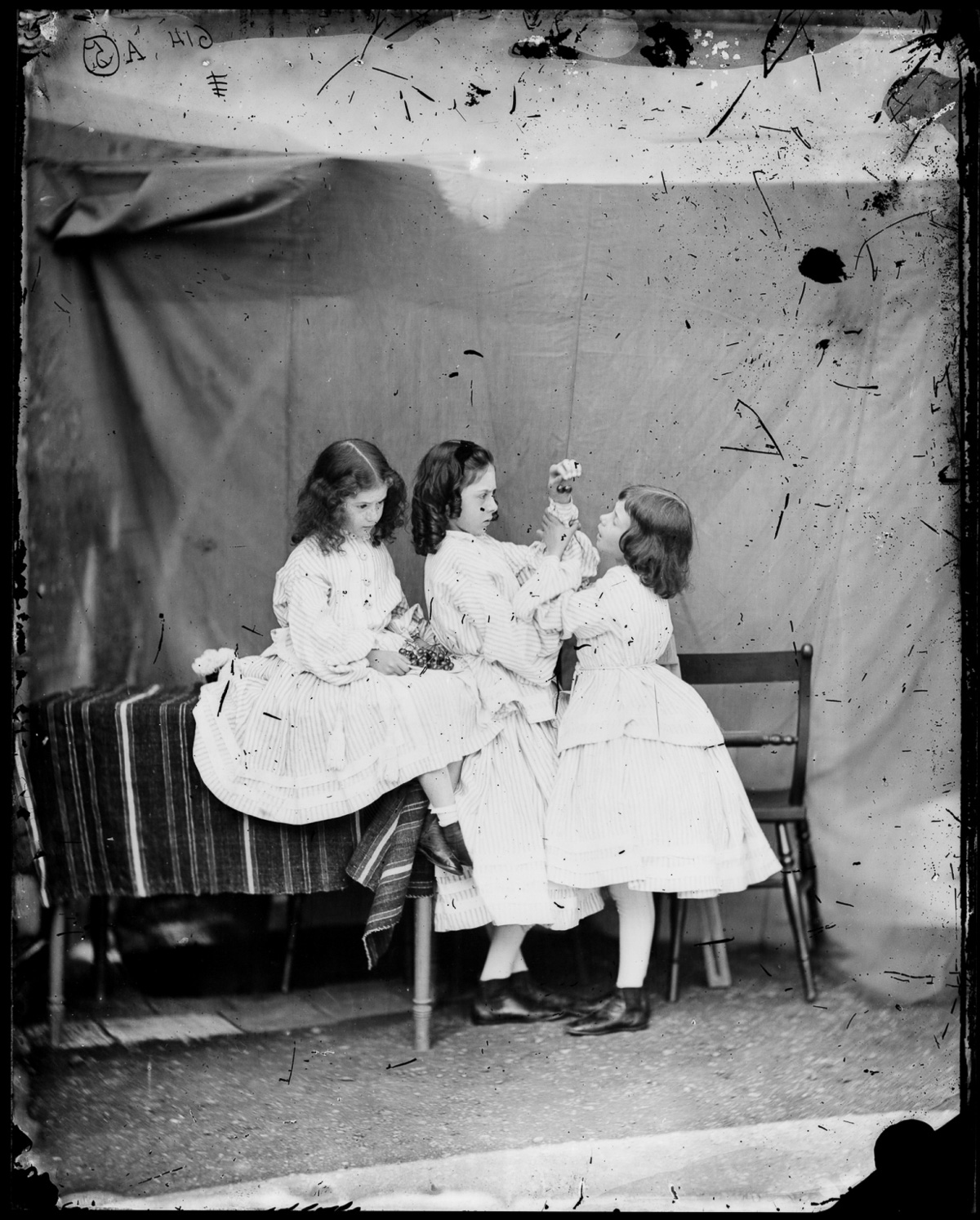
Льюис Кэрролл. Лорина, Алиса и Эдит Лидделл на фотографии «Open your mouth...», июль 1860
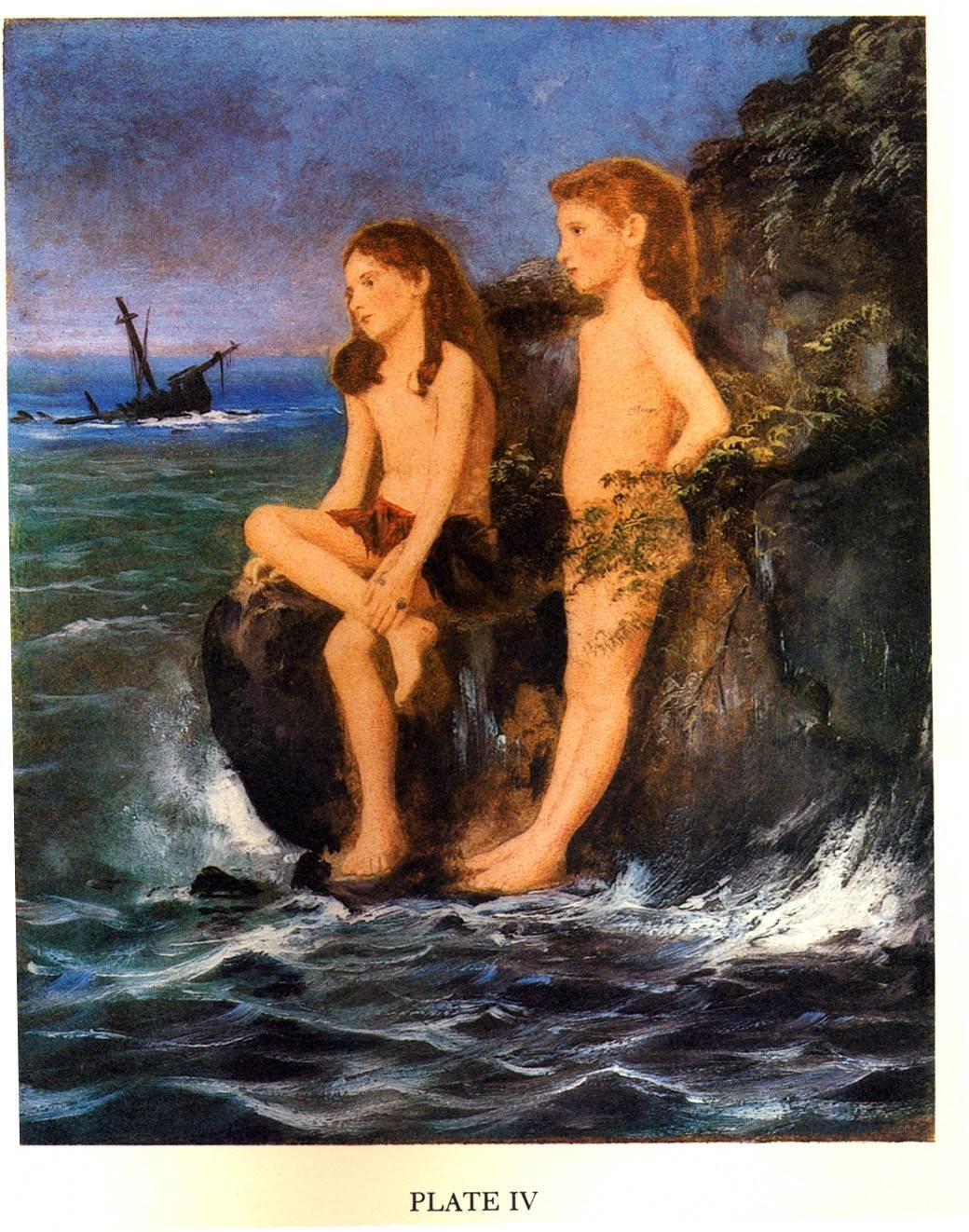
Льюис Кэрролл. Энни и Франсес Хендерсоны, 07.1879
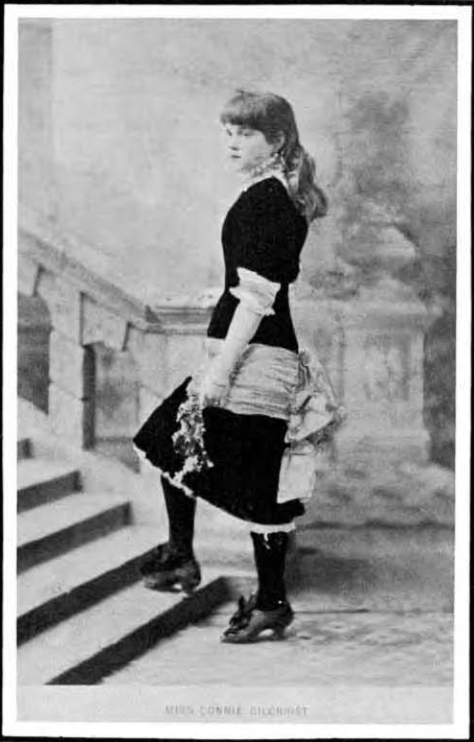
Льюис Кэрролл. Мисс Мисс Конни Гилкрист, 1882

## Шахматы на фотографиях Льюиса Кэрролла
Целая серия фотографий Кэрролла запечатлела персонажей, играющих в шахматы. Писатель активно интересовался событиями шахматной жизни Великобритании, сам играл в шахматы, учил играть в шахматы детей. Сюжет сказки «Алиса в Зазеркалье» построен на шахматной партии, которую придумал сам писатель.

## Литературные работы Кэрролла о фотографии
Кэрролл создал несколько литературных произведений разных жанров на тему фотографии: небольшие рассказы «Необычная фотография» (англ. «Photography Extraordinary»), «Шотландская легенда» (англ. «The Legend of Scotland»), «Выходной день фотографа» (другой перевод — «Фотограф на выезде», англ. «A Photographer’s Day Out»), стихотворение «Гайавата-фотограф» (в других переводах — «Гайавата за фотокамерой», «Фотосъёмка Гайаваты», англ. «Hiawatha’s Photographing»). Наиболее известным среди его литературных произведений на тему фотографии является стихотворение-пародия на поэму Генри Лонгфелло. Оно было закончено 13 ноября 1857 года и напечатано в «The Train» в декабре того же года. Позже оно переиздавалось при жизни автора в сборниках «Фантасмагория и другие стихи» (англ. «Phantasmagoria and Other Poem», 1869) и «Рифма и Разум» (англ. «Rhyme and Reason», 1883). Это пародия на «Песнь о Гайавате», где Кэрролл описывает волнения и трудности фотографа, вероятно, исходя из своего собственного опыта. Стихотворение автор предварил небольшим вступлением, которое написано тем же метром, но не разбито на строки, как в стихах:

«В век подделок не имею я претензий на заслуги за попытку сделать то, что всем известно и несложно. Ведь любой в известной мере чуткий к ритму литератор сочинять часами мог бы в лёгком трепетном размере славных строк о Гайавате. Посему не стоит, право, обращать своё вниманье к форме маленькой поэмы, к заключённым в ней созвучьям — пусть читатель беспристрастный судит непредубеждённо только поднятую тему»— Льюис Кэрролл. Гайавата фотографирует
.
В рассказе «Выходной день фотографа» главный герой должен устроить семейный фотосеанс. В составе семьи: отец, мать, двое сыновей-школьников, большое количество малышей, но самое сильное впечатление на него производит старшая дочь Амелия, красоту которой он и пытается запечатлеть на снимке, а симпатии которой — добиться. Однако, перефотографировав всё её семейство, он выясняет, что она помолвлена и что надеждам его не суждено осуществиться. Действие рассказа «Шотландская легенда» происходит в средневековом замке, появившийся здесь призрак некоей Дамы из будущего рассказывает о неудачных попытках неумелого фотографа снять её в полный рост (каждый раз на фотографии оказывается только часть её тела). «Экстраординарная фотография» — второй по времени создания прозаический текст Кэрролла; в нём был описан некий «новейший метод фотографирования», позволяющий «довести» до нужного состояния литературные тексты. По утверждению автора, эксперимент над стихотворением Уильяма Вордсворта передал ему «удивительную энергию», а в ходе подобного опыта над стихотворением Джорджа Гордона Байрона бумага «задымилась и обуглилась».

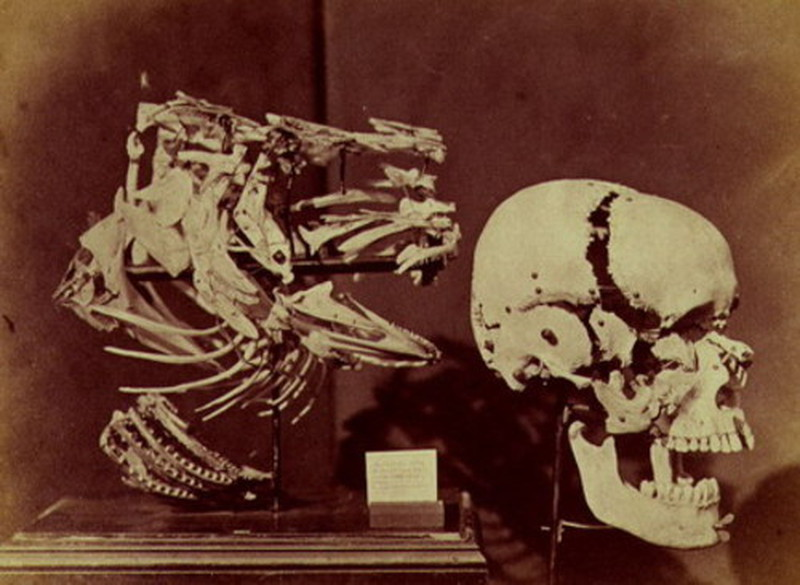
Льюис Кэрролл. Череп и плавники трески и череп человека, 1857
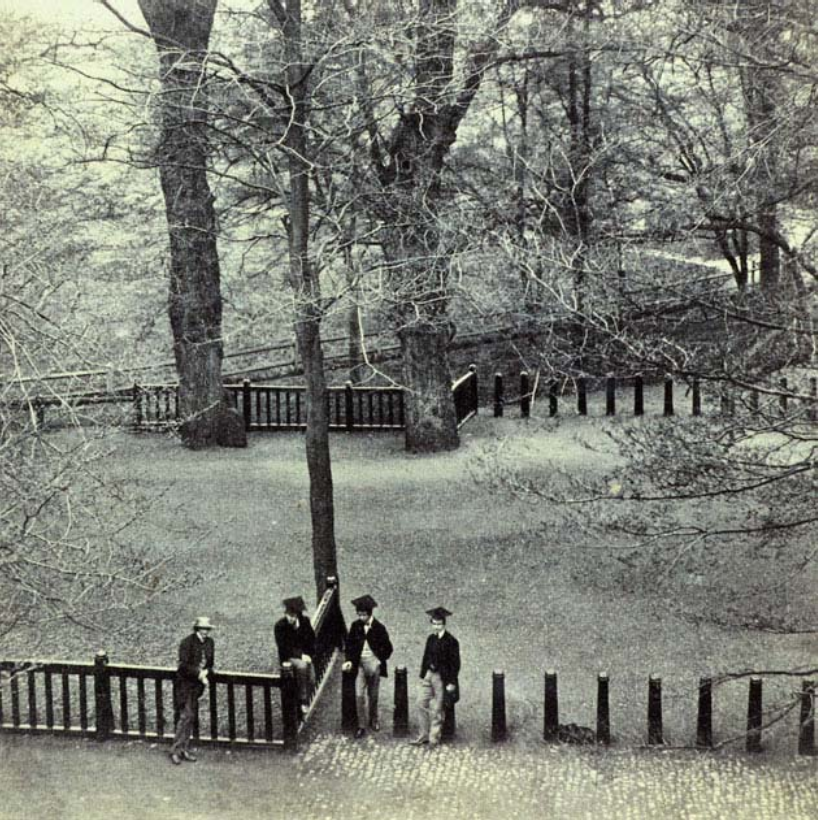
Льюис Кэрролл. Вид из окна Реджиналда Саути, июнь 1857
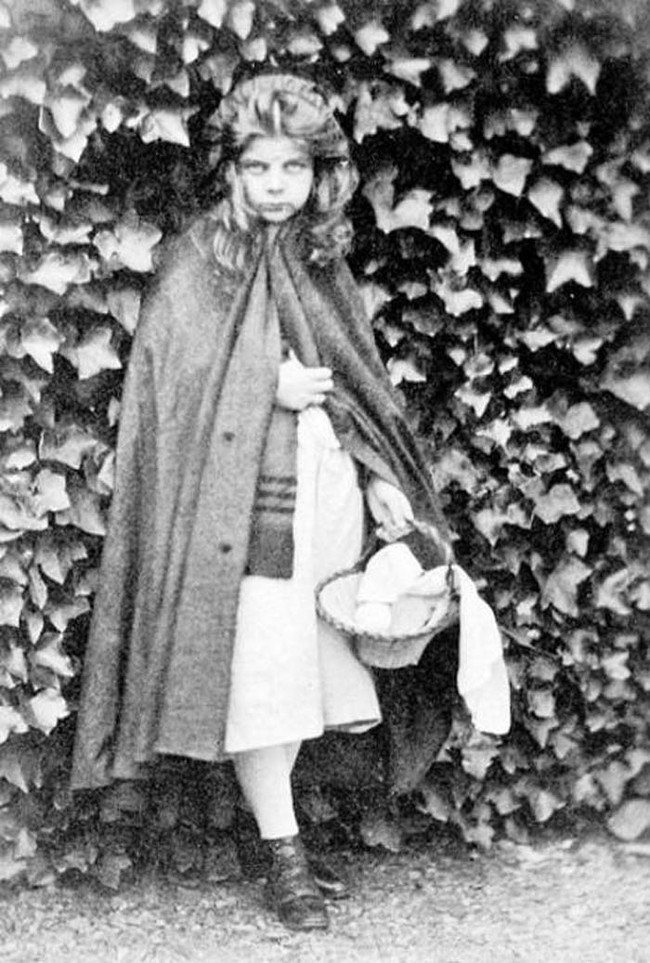
Льюис Кэрролл. Красная Шапочка, 1857
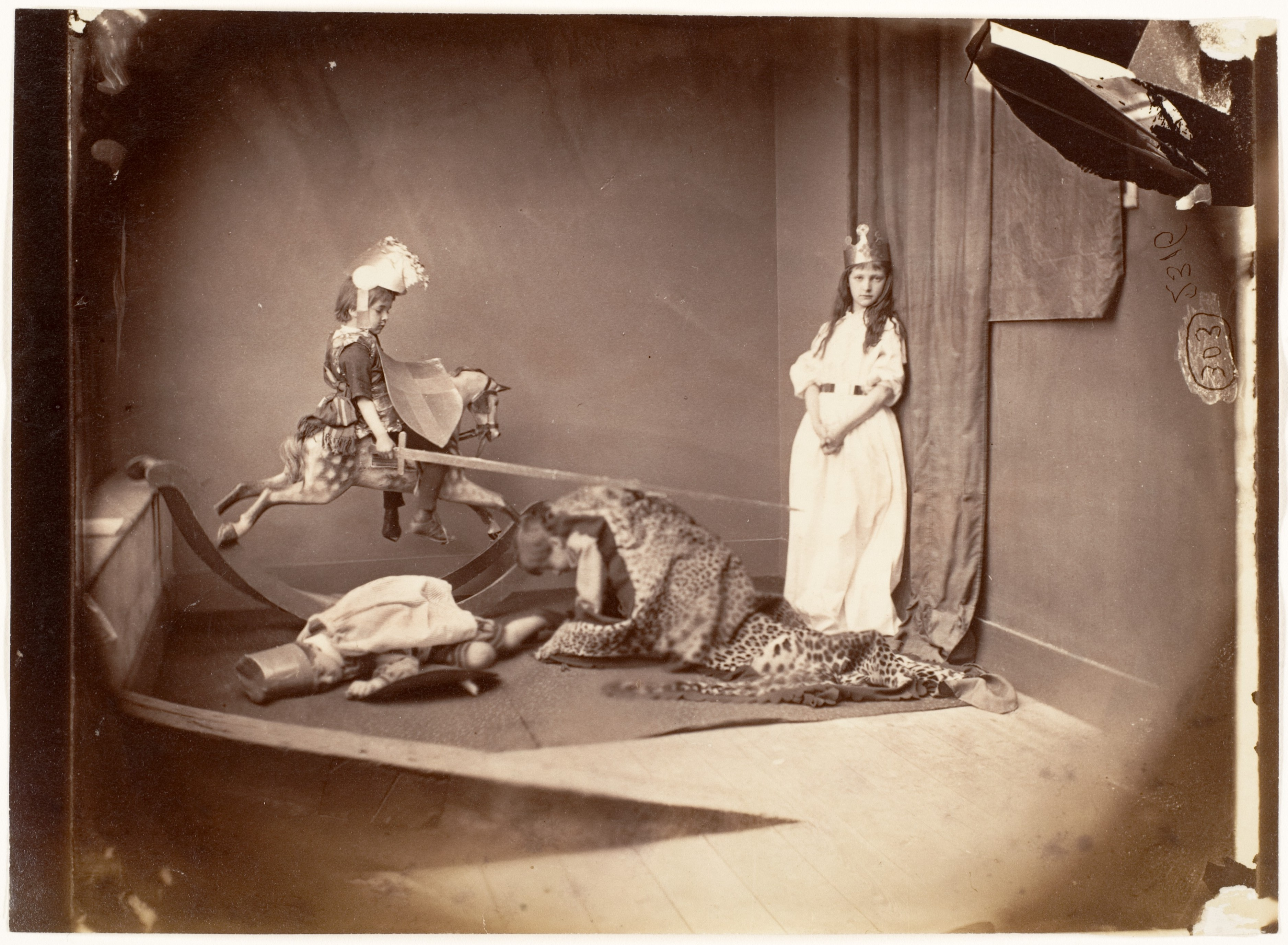
Льюис Кэрролл. Святой Георгий и дракон, 1857
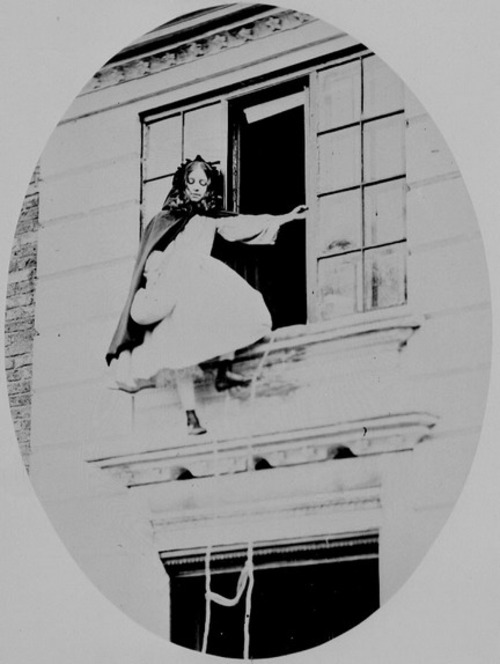
Льюис Кэрролл. Алиса Джейн Донкин, 1862, Z-PH-LCA-II.120

## Коллекции фотографий Кэрролла и его подражатели
В эпоху модернизма фотографии Кэрролла не находили понимания и не вызывали большого интереса, но затем его репутация как одного из лучших викторианских фотографов стала восстанавливаться.
В 1945 году коллекционер, историк и фотограф Хельмут Гернсхайм увлёкся викторианской фотографией. Никакой специальной литературы по ней в то время не существовало. Некий лондонский букинист предложил Гернсхайму альбом с детскими фотографиями (как он утверждал, эти фотографии были «извлечены из груды книг в подвале»). Их автором мог быть, по утверждению букиниста, Льюис Кэрролл. Никаких доказательств этого не существовало, но Гернсхайм в Британском музее сравнил подписи к фотографиям с известными автографами Кэрролла и убедился, что они принадлежат писателю.
Фотоаппаратура Льюиса Кэрролла сохранилась до нашего времени, она хранится в музее Оксфорда. Крупные собрания фотографий писателя принадлежат Библиотеке Принстонского университета и Национальной портретной галерее в Лондоне, Центру Гарри Рэнсома, они есть в коллекции музея Метрополитен, в Музее Виктории и Альберта и других собраниях.
В 1998 году крупная выставка фотографий Кэрролла «Размышления в Зазеркалье: Выставка к столетию Льюиса Кэрролла» (англ. «Reflections in a Looking Glass: A Lewis Carroll Centenary Exhibition») состоялась в Нью-Йорке и Калифорнии, а также в Техасском университете в Остине, при Исследовательском центре Гарри Рэнсома, из которого была предоставлена для выставки большая часть фотографий. Был издан каталог выставки. Одна из фотографий писателя была включена в 1955 году в международную выставку «Род человеческий» (англ. «The Family of Man») в Нью-Йоркском музее современного искусства. Куратором проекта стал Эдвард Стайхен. На выставке было представлено 503 фотографии из 68 стран, которые представляли 273 фотографа. Викторианская Великобритания была представлена фотографией Кэрролла «Королева мая» (1860), запечатлевшей Алису Лидделл. Выставка гастролировала по всему миру в течение восьми лет и была показана в тридцати семи странах на шести континентах. В настоящее время эти фотографии экспонируются в особом выставочном зале в Клерво.
Циклы фотографий, которые были подражаниями или переосмыслением фотообразов Льюиса Кэрролла, были созданы современным греческим фотографом Поликсени Папапетру (автор фотоальбома «Dreamchild», 2003, где сюжеты наиболее известных фотографий Кэрролла воспроизводятся дочкой фотографа) и японским фотографом Хадзимэ Саватари (автор альбомов «Алиса» и «Алиса из моря», англ. «Alice from the Sea», являющегося продолжением англ. «Alice»).